# سرودی برای زندگی

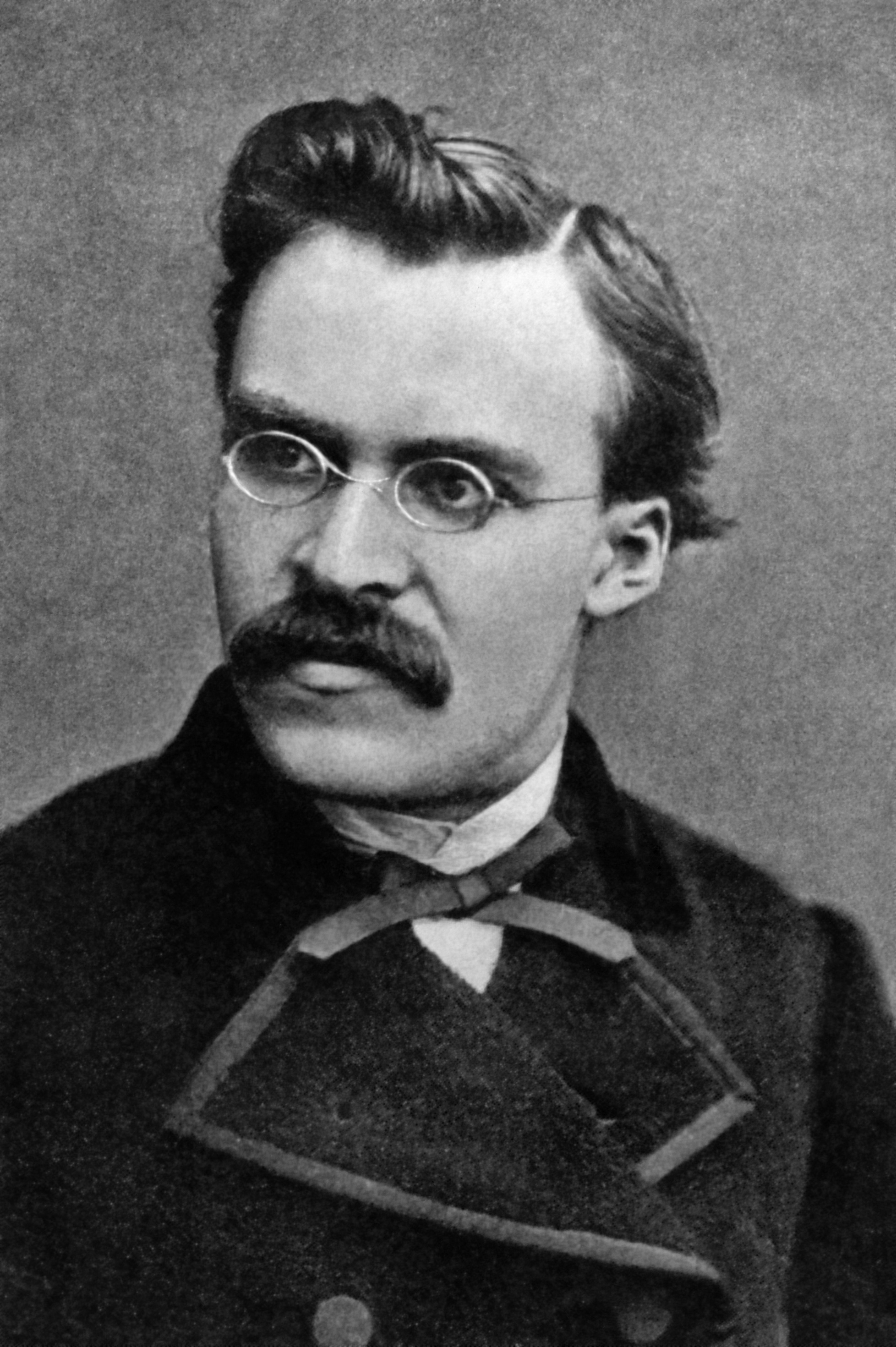
تصویر فریدریش نیچه آهنگساز

سرودی برای زندگی (به آلمانی: Hymnus an das Leben) اثری موسیقایی برای گروه کر و ارکستر، ساخته فیلسوف آلمانی فریدریش نیچه است. 

## خاستگاه
در سال ۱۸۸۴ نیچه به دوستش پیتر گاست این‌گونه نوشت: «این بار، [یک] موسیقی به تو خواهد رسید. می‌خواهم آهنگی ساخته شود که بتوان آن را در ملاء عام نیز اجرا کرد تا مردم را به فلسفه‌ام جذب کند.» با این درخواست، گاست «زندگی» را به «دوستی» تبدیل کرد و آن را تنظیم نمود.